# جزیره رودریگز
جزیره رودریگز (به لاتین: Rodrigues) یک جزیره خودمختار متعلق به جمهوری موریس است.
جزیره رودریگز ۱۰۸ کیلومتر مربع مساحت و ۴۱٬۶۶۹ نفر جمعیت دارد. مرکز جزیره شهر پورت ماتورین است.
رودریگز در حدود ۵۶۰ کیلومتری شرق موریس واقع شده و بخشی از جزایر ماسکارین به‌شمار می‌آید که شامل موریس و رئونیون هم می‌شود. جزیره رودریگز خاستگاهی آتشفشانی دارد و توسط آب‌سنگ‌های مرجانی احاطه شده‌است. در نزدیکی ساحل این جزیره چندین جزیره کوچک و غیرمسکونی نیز قرار دارند. رودریگز پیش از این دهمین شهرستان موریس به‌شمار می‌آمد اما در دهم دسامبر ۲۰۰۲ خودمختار اعلام شد.
بیشتر جعیت رودریگز آمیزه‌ای از آفریقاییان و فرانسوی‌ها هستند. اقتصاد جزیره بر پایه ماهی‌گیری، کشاورزی، صنایع دستی، و گردشگری است.